# Verrès
Verrès (arpità Verrès) és un municipi italià, situat a la regió de Vall d'Aosta. L'any 2007 tenia 2.658 habitants. Limita amb els municipis d'Arnad, Challand-Saint-Victor, Champdepraz, Issogne i Montjovet.

## Administració
| Període | Identitat   | Partit        |
| ------- | ----------- | ------------- |
| 2005-   | Piero Prola | Llista cívica |

## Agermanaments
- Moûtiers, Roine-Alps

## Galeria
- Situació de Verrès a la Vall
- Església de Saint-Gilles dominant la vila
- Estació ferroviaria